# Bang Bang (My Baby Shot Me Down)
Bang Bang (My Baby Shot Me Down) – singel Cher, wydany w 1966 roku.

## Wersja Cher

### Historia
Piosenka pierwotnie promowała album The Sonny Side of Chér, a napisał ją ówczesny partner piosenkarki, Sonny Bono. Utwór stał się ogromnym hitem i był później coverowany przez wielu artystów. Jeszcze w 1966 roku własną wersję przedstawiła Nancy Sinatra, wydając ją na singlu promującym album How Does That Grab You?. Jej wersję „Bang Bang” wykorzystano w filmie Kill Bill Quentina Tarantino z 2003 roku. W 1987 roku Cher zamieściła nową, rockową wersję tej piosenki na swoim albumie zatytułowanym Cher.

### Pozycje na listach
| Kraj            | Pozycja |
| --------------- | ------- |
| USA             | 2       |
| Wielka Brytania | 3       |
| Niemcy          | 17      |

## Wersja Ani Dąbrowskiej
Bang Bang – singel Ani Dąbrowskiej z 2010 roku.
Ania Dąbrowska nagrała własną wersję „Bang Bang” na swoją czwartą płytę, Ania Movie, będącą zbiorem jej ulubionych utworów filmowych. Piosenka została wydana jako drugi singel z albumu. Teledysk do piosenki został nakręcony przez zespół reżyserski 2 DajREKTORS (Rakowicz, Wyciszkiewicz). Wideoklip miał swoją premierę w marcu 2010. W lutym 2011 zdobył nominację do Fryderyków 2011 w kategorii „Wideoklip Roku”.

### Lista ścieżek
1. „Bang Bang”
2. „Driving All Around” (Full Version)
3. „Live to Tell”

### Pozycje na listach
| Lista                              | Pozycja |
| ---------------------------------- | ------- |
| Lista przebojów Programu Trzeciego | 1       |